# 奥尔比
奥尔比（法語：Olby，法語發音：[ɔlbi]）是法国多姆山省的一个市镇，位于该省中西部，属于克莱蒙费朗区。

## 地理
奥尔比（45°44'44"N, 2°52'3"E）面积17.38 平方千米，位于法国奥弗涅-罗讷-阿尔卑斯大区多姆山省，该省份为法国中南部省份，北起阿列省接壤，东临卢瓦尔省，南至上盧瓦爾省和康塔爾省，西接科雷兹省和克勒兹省。
与奥尔比接壤的市镇（或旧市镇、城区）包括：马宰、内布扎、奥尔西瓦勒附近圣博内、圣皮埃尔罗什。

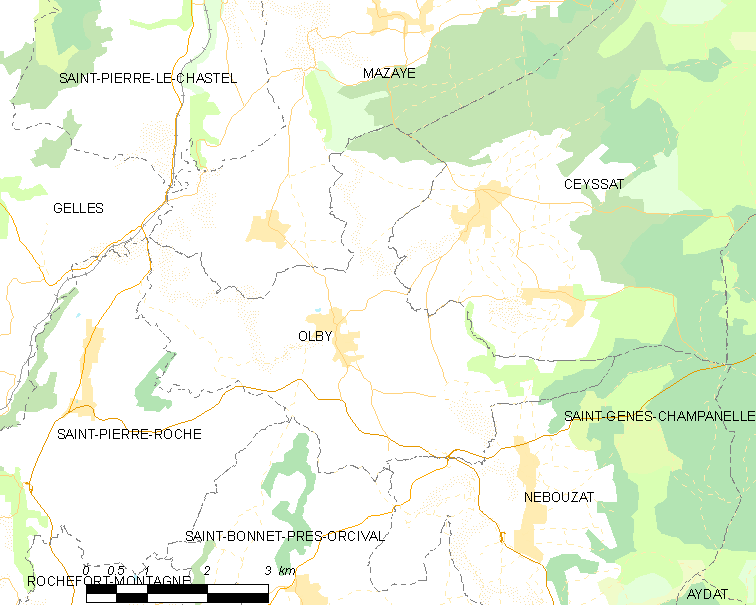
奥尔比的OSM定位图

奥尔比的时区为UTC+01:00、UTC+02:00（夏令时）。

## 行政
奥尔比的邮政编码为63210，INSEE市镇编码为63257。

## 政治
奥尔比所属的省级选区为奥尔西讷县。

## 人口

1962-2008年间奥尔比人口变化图示

奥尔比于2022年1月1日时的人口数量为862人。